# Estadi 26 de Març
L'Estadi 26 de Març o Stade du 26 Mars és un estadi esportiu de la ciutat de Bamako, a Mali. Rep el nom de la data del "Dia dels Màrtirs", una commemoració nacional de l'aixecament de Bamako del 26 de març de 1991 que va enderrocar la dictadura de Moussa Traoré.
Aquest estadi serveix de seu de la selecció nacional i del club Stade Malien. Té una capacitat per a 50.000 espectadors. El seu rècord d'espectadors fou de 60.000.
Va ser inaugurat l'any 2001. Va ser construït per un grup empresarial xinès, i va ser seu de la Copa d'Àfrica de Nacions 2002.